# جيمي ألين (لاعب كرة قدم مواليد 1995)
جيمي ألين (بالإنجليزية: Jamie Allen)‏ هو لاعب كرة قدم بريطاني في مركز الوسط، ولد في 29 يناير 1995 في روتشديل في المملكة المتحدة. لعب مع نادي روتشديل.

## وصلات خارجية
- جيمي ألين (لاعب كرة قدم مواليد 1995) على موقع قاعدة بيانات كرة القدم.إي يو (الإنجليزية)
- جيمي ألين (لاعب كرة قدم مواليد 1995) على موقع Soccerbase.com (لاعب) (الإنجليزية)
- جيمي ألين (لاعب كرة قدم مواليد 1995) على موقع Soccerway.com (الإنجليزية)